# 國家大學站 (河內市)
國家大學站（越南语：／）位於越南首都河內市紙橋郡驛望後坊，是河內都市鐵路3號線的一個車站，於2024年8月8日開業。

## 鄰近地點
- 河內國家大學
- 河內師範大學
- 聖主寺

## 外部連結
- 河內國家大學站（河內都市鐵路的官方網站） （页面存档备份，存于）